# Paulina Vodanovic
Paulina Eugenia Vodanovic Rojas (Santiago, 20 de septiembre de 1971) es una abogada y política chilena, militante del Partido Socialista (PS), colectividad de la que es su presidenta desde 2022. Fue subsecretaria para las Fuerzas Armadas durante la segunda administración de Michelle Bachelet, desde 2015 hasta 2018, siendo la primera mujer en dicho cargo. Desde abril de 2023 se desempeña como senadora por la Región del Maule, tras ser designada por su partido luego de la renuncia de Álvaro Elizalde para asumir el Ministerio Secretaría General de la Presidencia.

## Familia y estudios
Es hija de María Rosa Rojas Verdugo y del exsenador y exministro del Tribunal Constitucional, Hernán Vodanovic. Está casada desde 1996 con Iván Sergio Candell Ruiz-Tagle, y es madre de una hija y un hijo.
Realizó sus estudios en la Alianza Francesa y, posteriormente, en el Liceo de Niñas N°1, desde donde egresó.
Ingresó a la Facultad de Derecho de la Universidad de Chile, titulandose como abogada en 2003, luego cursó un magíster en derecho público en la misma casa de estudios.

## Trayectoria profesional
Se ha dedicado al ejercicio libre su profesión, litigando ante la Corte Suprema y Cortes de Apelaciones, además de ejercer activamente ante Tribunales Civiles, del Trabajo y de Familia. Se ha desempeñado como jueza arbitral nombrada por los Tribunales Civiles de Santiago.
Paralelamente, ha ejercido la docencia en cátedras de derecho político, derecho constitucional e introducción al derecho en la Universidad Autónoma de Chile y en la Universidad UNIACC, respectivamente.
Militante del Partido Socialista (PS) desde 1989, entre agosto de 2014 y mayo de 2015 ejerció como jefa de la División Jurídica del Ministerio de Justicia.  Posteriormente fue designada jefa de Asesores Jurídicos del Ministerio de Defensa Nacional, funcionando después como jefa de Gabinete del ministro esa catera, José Antonio Gómez Urrutia, entre mayo y septiembre de 2015.
Mediante decreto de fecha 21 de octubre de 2015, la presidenta Michelle Bachelet la designó como subsecretaria para las Fuerzas Armadas, siendo la primera titular mujer en el cargo. Bajo su gestión se involucró en corregir vía administrativa el sistema de pensiones de las Fuerzas Armadas, establecer nuevas políticas en torno a sus finanzas (a raíz de casos de corrupción), forjar protocolos de acoso sexual (tras el escándalo ocurrido en «La Esmeralda») y llevar adelante un programa de derechos humanos, entre otras cosas.
Al finalizar el gobierno en marzo de 2018, asumió como consejera del Colegio de Abogados de Chile para el periodo 2019-2021.
En marzo de 2020 fue nombrada como presidenta de la Fundación Horizonte Ciudadano, creada por Bachelet en 2018. Asimismo preside la Comisión de Derechos Humanos de la fundación. En enero de 2021, se sumó como coordinadora en la campaña presidencial de su compañera de partido Paula Narváez para la primaria presidencial de Unidad Constituyente, de cara a la elección de noviembre.
A inicios de septiembre de ese año, renunció a sus cargos en la Fundación Horizonte Ciudadano, para enfocarse en su campaña senatorial por la Región Metropolitana en las elecciones parlamentarias de noviembre. En dichos comicios no resultó electa y retomó a la presidencia de Horizonte.
En las elecciones para el comité central del PS de mayo de 2022 resultó electa con la primera votación nacional. En el mes de junio de 2022 fue escogida como presidenta de la colectividad.
En abril de 2023, la comisión política del PS, ratificó a Vodanovic para asumir el escaño vacante en el Senado que dejó Álvaro Elizalde, quien fue nombrado ministro Secretario General de la Presidencia por Gabriel Boric.
El 12 de abril de 2025, fue proclamada por el Comité Central del PS como su abanderada para el proceso de las elecciones presidenciales de noviembre. El 28 de abril, Vodanovic declinó su candidatura presidencial.

## Reconocimientos
En noviembre de 2023, fue reconocida entre las 100 Mujeres Líderes de Chile, premio entregado por la organización “Mujeres Empresarias” y “El Mercurio” que busca visibilizar el trabajo de las mujeres en distintas áreas, como economía, educación y servicio público.

## Historial electoral

### Elecciones parlamentarias de 2021
- Elecciones parlamentarias de 2021, candidata a senadora por la Circunscripción 7, Región Metropolitana de Santiago

| Candidato                        | Pacto                    | Partido | Votos   | %     | Resultado |
| -------------------------------- | ------------------------ | ------- | ------- | ----- | --------- |
| Fabiola Campillai Rojas          | Independiente            | Ind.    | 402 078 | 15,14 | Senadora  |
| Manuel José Ossandón Irarrázaval | Chile Podemos Más        | RN      | 279 908 | 10,54 | Senador   |
| Rojo Edwards Silva               | Frente Social Cristiano  | PRCh    | 249 273 | 9,39  | Senador   |
| Luciano Cruz-Coke Carvallo       | Chile Podemos Más        | EVO     | 150 868 | 5,68  | Senador   |
| Claudia Pascual Grau             | Apruebo Dignidad         | PCCh    | 139 722 | 5,26  | Senadora  |
| Jaime Mañalich Muxi              | Chile Podemos Más        | ILAA    | 132 621 | 4,99  |           |
| Karina Oliva Pérez               | Apruebo Dignidad         | COM     | 112 730 | 4,24  |           |
| Marcela Sabat Fernández          | Chile Podemos Más        | RN      | 109 241 | 4,11  |           |
| Guillermo Teillier Del Valle     | Apruebo Dignidad         | PCCh    | 101 506 | 3,82  |           |
| Celeste Jiménez Riveros          | Partido Ecologista Verde | PEV     | 79 928  | 3,01  |           |
| Paulina Vodanovic Rojas          | Nuevo Pacto Social       | PS      | 71 205  | 2,68  |           |
| Cristián Contreras Radovic       | Independientes Unidos    | CU      | 71 019  | 2,67  |           |
| Gabriel Silber Romo              | Nuevo Pacto Social       | PDC     | 58 716  | 2,21  |           |
| Rocío Donoso Pineda              | Apruebo Dignidad         | RD      | 53 235  | 2,00  |           |
| Sebastián Depolo Cabrera         | Apruebo Dignidad         | RD      | 48 858  | 1,84  |           |
| Gonzalo Martner Fanta            | Apruebo Dignidad         | ILAR    | 44 511  | 1,68  |           |
| Verónica Pardo Lagos             | Nuevo Pacto Social       | ILAH    | 26 151  | 0,98  |           |
| Natalia Piergentili Domenech     | Nuevo Pacto Social       | PPD     | 17 129  | 0,64  |           |
| Ricardo Ortega Perrier           | Frente Social Cristiano  | PRCh    | 16 422  | 0,62  |           |